# Pelsőczy László
Pelsőczy László (Kiskunlacháza, 1947. július 9. –) magyar színművész, a Nemzeti Kamara Színház örökös tagja.
Repertoárjában szerepelnek musicalek, operettek, tragédiák, vígjátékok, tévésorozatok, valamint önálló estek és gyermekelőadások. Egyik legismertebb szerepe az István, a király címszerepe  – Varga Miklós énekhangjával –  Szörényi Levente–Bródy János rockoperájában.

## Fiatalkora, tanulmányai, családja
1947. július 9-én született Kiskunlacházán. Édesanyja könyvelő-gazdasági vezető, édesapja matematika-fizikatanár volt. Az általános iskolát szülőfalujában kezdte, ahonnan a szigetszentmiklósi 2. számú iskolába került, mivel édesapjának utóbbi, éppen nyitás előtt álló intézményben igazgatóhelyettesi állást ajánlottak fel. Az iskola mellett részt vett nemcsak az édesapja vezette fizika- és csillagászszakkör munkájában, de állandó szereplőjévé vált az irodalmi színpadnak és a szavalóversenyeknek is.

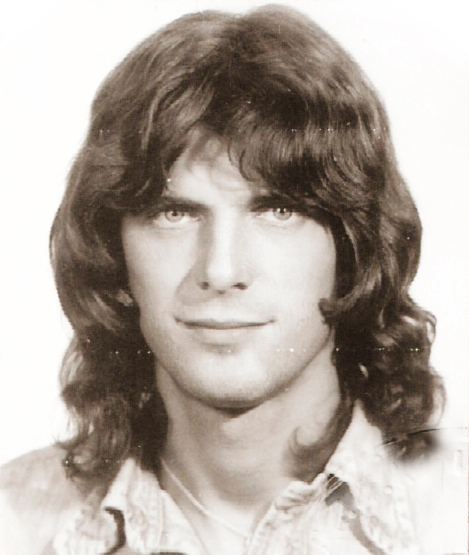
1973-ban

A középiskolát Ráckevén az Ady Endre Gimnáziumban végezte el. Színészi képességeit a Színművészeti Főiskolán szerette volna kibontakoztatni, de mivel nem sikerült bejutnia, kis kitérővel (repülőgép rádió-lokátor műszerészi vizsgát tett, amit nem sokkal később üvegtechnikusi vizsgával társított, miközben barátaival Szigetszentmiklóson beatzenekart alapított.) A Nemzeti Színház stúdiójában kezdett színészetet tanulni 1968-ban, és 1972-ben végzett (osztály- illetve évfolyamtársai voltak többek között: Andorai Péter, Barbinek Péter, Lázár Katalin, Maróti Gábor, Sáfár Anikó, Trokán Péter, Usztics Mátyás,
Nős, felesége Szentesi Nóra lakberendező, a Lakberendezők Országos Szövetségének elnöke volt 2004–2010 között.
Legidősebb leánya Réka, édesapja példáját követve szintén színészi pályán mozog, a budapesti Katona József Színház színésze és rendezője. Legkisebb leánya, Luca szintén a színművészeti pályát választotta. Táncművészeti tanulmányai befejeztével a Marosvásárhelyi Művészeti Egyetem színész szakán szerzett diplomát 2019-ben Már gyermekkorában is többször is (Négyszögletű kerek erdő film és színházi változatában, valamint a Vándor mondóka előadásban) szerepelt együtt édesapjával.

## Pályafutása
A Nemzeti Színházból a Huszonötödik Színházhoz (1978-ban a Déryné Színházzal fuzionált Népszínház – Várszínház) került (1971), amely akkoriban az első hivatásos avantgárd társulat volt. A Fényes szelekben debütált, de itt játszotta el első jelentősebb főszerepeit Kőmíves Kelementől (Kőmíves Kelemenné balladája) Rómeóig (Rómeó és Júlia). A Békés Megyei Jókai Színházban (1981–1983) egyebek mellett operettekben is játszott mint táncos komikus, és itt lépett fel először musicalekben is. 1983-ban Novák Ferenc hívására a Néphadsereg Művészegyütteséhez szerződött.”
1980-ban részese volt a József Attila 75. születésének évfordulójára készült Csak ami nincs című előadásnak.
1983-ban megkapta az István, a király rockopera címszerepét, amit eljátszhatott a Királydombon, a Szegedi Szabadtéri Játékokon és filmen is. Pelsőczy énekhangját Varga Miklós kölcsönözte. A szerep és a hozzá társuló idea kihatással lett további pályafutására. A 2004 októbere óta rendszeresen előadott Sorsidéző – Ezeréves magyar Ámen címen futó önálló estjében Szent István látomásaként fürkészi a magyar történelmet az államalapítástól napjainkig.
2002-ben részt vett a Nemzeti Kamara Színház megalapításában, amelyben 2004 óta Usztics Mátyás igazgató döntése alapján örökös tag. Emellett több színházzal és társulattal is dolgozik párhuzamosan: az Evangélium Színházzal, a Lőrinci Színpaddal és a Soproni Petőfi Színházzal.
Jelentősebb külföldi fellépései közül Belgrád, Berlin, Bordeaux, Brescia, Drezda, Helsinki, Lodi, Milánó, Schwerin, Újvidék és Wrocław  a 25. Színházban töltött időszaka alatt volt, míg a Kamaraszínházzal fellépett Erdélyben, Csángóföldön, Horvátországban,  Szlovéniában, Szlovákiában   is. Az európai kontinensen kívül volt előadása Venezuelában, Caracasban, Kanadában.
A szerepek mellett, 1991 óta társtulajdonosa és egyik vezetője a Saxon Reklámiroda és Kommunikációs Ügynökségnek.
A színészet mellett egy ideig labdarúgó-menedzserként is aktívan tevékenykedett, valamint elnökségi tagja volt a SZÍDOSZ-nak, azaz a Színházi Dolgozók Szakszervezetének.
A 2018 tavaszán alakult Új Nemzeti Kamara Színház alapítója, színész-igazgatója.

## Munkássága színpadon

### Jelentősebb színházi szerepei
Nemzeti Színház

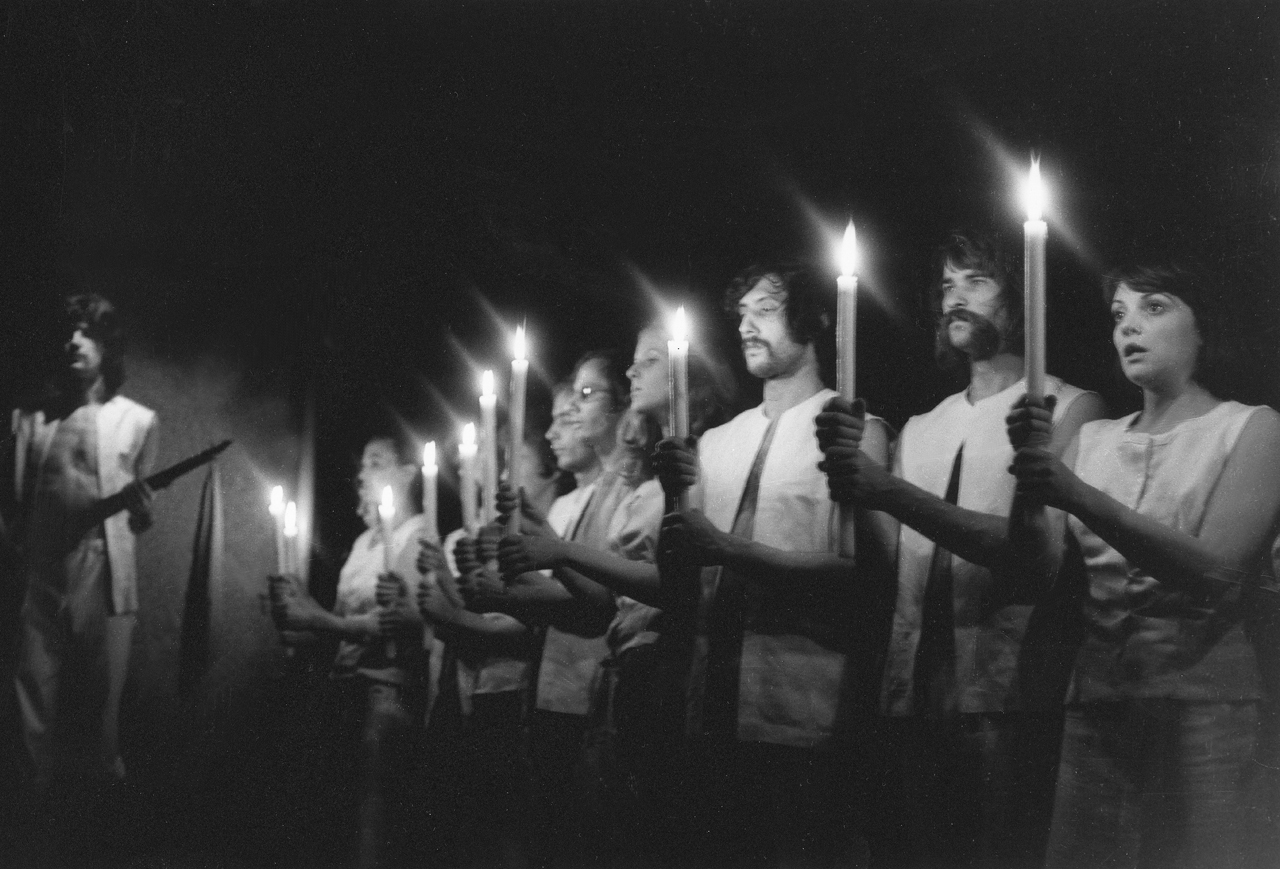
A 25. Színház Vörös zsoltár című előadásában (bal szélen)

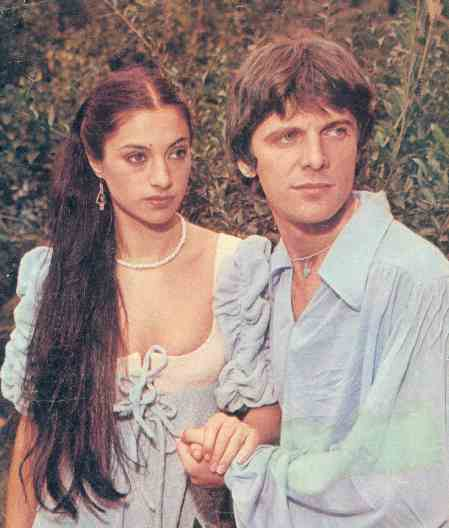
A Nemzeti Színházban előadott Rómeó és Júlia címszerepében a másik címszereplővel, Papadimitriu Athinával 1978-ban)

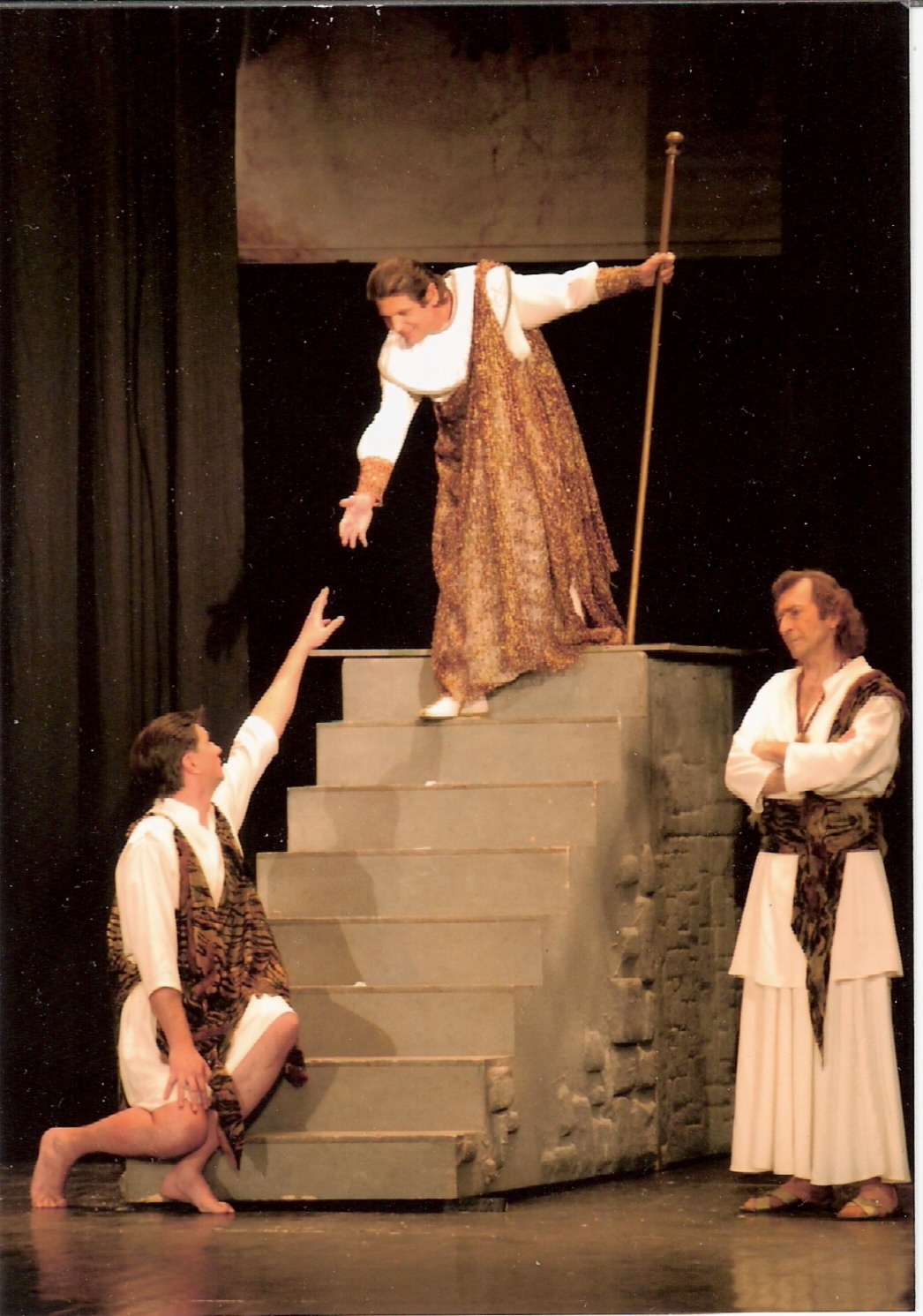
Az Úr szerepében, az Evangélium Színházban bemutatott Az ember tragédiája című előadásban. Partnerei: Lénárt László (Ádám) és Kárpáti Tibor (Lucifer)

- 1964. október 2.: Madách Imre – Major Tamás: Az ember tragédiája/ Negyedik tanuló (szerepátvétel 1969-től)[35]

25. Színház
- 1971. november 25.: Hernádi Gyula – Jancsó Miklós: Fényes szelek[36][37]
- 1972. április 28.: Gyurkó László – Szigeti Károly: Szerelmem, Elektra/ Csepűrágó[38]
- 1973. január 18.: Gyurkó – Berek Kati: A búsképű lovag, Don Quijote de la Mancha szörnyűséges kalandjai és gyönyörűszép halála / Elhagyott szerető, Kalmársegéd, Csapos, Ficsúr[39][40]
- 1973. április 26.: Hernádi – Szigeti: Utópia I. rész: Falanszter / Fidel Sut, Chase[41]
- 1973. október 11.: Hernádi – Jancsó: Vörös zsoltár[42]
- 1974. március 7.[43] (vagy 14.[44]): Iglódi István – Szigeti: M-A-D-Á-C-H[43][44]
- 1975. március 14.: Gyurkó – Szigeti: Kőmíves Kelemenné balladája/[45] Kőmíves Kelemen (II. szereposztás)[46]
- 1975. szeptember 23.: Molière – Örkény István – Iglódi: Zsugori uram telhetetlen, fösvény ember/ András[46][47]
- 1975. november 20.: Kurt Bartsch: A has /[48] munkás[49]
- 1976. április 18.: Shakespeare – Szigeti: Lear király/ Burgundia hercege[50][51][52]
- 1977. április 7.: Arthur Kopit – Szigeti: Indiánok/ John Grass[53][54]

Dunaújvárosi Kamaraszínpad
- Bertolt Brecht – Iglódi: Mahagonny város tündöklése és bukása[55]/ Sziklaöklű Joe[56]

Népszínház
- 1978. február 13.: Hernádi – Szigeti: Bajcsy-Zsilinszky Endre/ Bajcsy-Zsilinszky Gábor[57]
- 1978. február 14.: Edward Albee – Ruszt József: Homokláda/ Fiatalember, avagy a halál angyala[58]
- 1978. február 14.: Remenyik Zsigmond – Petrik József: Pokoli disznótor/ Első vándorló[59]
- 1978. szeptember 15.: Shakespear – Ruszt: Rómeó és Júlia/ Rómeó[60]
- 1979. november 10.: Füst Milán – Gábor Miklós: Negyedik Henrik király[52]/ Hohenstaufen tisztje/ Első és második szolga az ifjú Henrik táborában/ Harmadik mulató úr[61]
- 1980. január 25.: Horace McCoy – Iglódi: A lovakat lelövik, ugye?/ George[62]
- 1980. március 21.: Lucian Blaga – Dinu Cernescu: A bálványok ledőlnek[63]
- 1980. május 17.: Molière – Szinetár Miklós: Don Juan, avagy a Kőszobor lakomája/ Ibolya[64]
- 1980. november 14.: Shakespeare – Vámos László: A vihar/ Francisco[65]
- 1981.március 20.: Robert Graves – Iglódi: Én, Claudius/ Germanicus[66]

Játékszín
- 1978. október 22.: Surányi Ibolya – Novák János: Vándor-móka[67]

Békés Megyei Jókai Színház
- 1981. október 23.: Shakespeare – Rencz Antal – Ungár Tamás: Tévedések vígjátéka (musical)/ Syracusai Antipholus[68]
- 1981. december 1.: Molnár Gál Péter és Udvaros Béla – Udvaros: Csipetnyi csabai show[69]
- 1981. december 18.: Jókai Mór – Sík Ferenc: Barangok/ Szigfrid, Barang Izsó báró fia[70]
- 1982. február 19.: Darvas József – Giricz Mátyás: Vízkereszttől-Szilveszterig/ Józsi[71]
- 1982. április 2.: Szakonyi – Illés: Hongkongi paróka/ Zombori Ottó[72]
- 1982. május 7.: Földes Imre – Ábrahám Pál – Udvaros: Viktória (nagyoperett)/ Miki, Viktória öccse[73]
- 1982. július 15.: Csukás – Rencz: Gyalogcsillag/ Fecskefiú[74]
- 1982. október 16.: Arthur Schnitzler – Halasi Imre: Körtánc/ A fiatalúr[75]
- 1982. november 16.: Békés – Miszlay: Próbakő (monodráma)[76]
- 1983. január 8.: többen – Ungár: Vállalkozni tudni kell (kabaré)[77]
- 1983. január 28.: Edmond Rostand – Rencz – Victor: Cyrano (musical)/ De Neuville Christian[78]
- 1987. május 8.: Mészöly – Balogh Gábor: A szélhámoskirály (zenés játék)/ Én, Strassnoff Ignác, szélhámoskirály (mint vendég)[79]

Gyulai Várszínház
- 1982. július 23.: Jékely Zoltán – Iglódi: Oroszlánok Aquincumban/ Septimus[80]

Vörösmarty Színház
- 1986. október 31.: Alexandre Dumas – Mrsán János A három testőr/ D`Artagnan, testőr[81]

Veszprémi Petőfi Színház Gyermekszínháza
- 1989. november 19.: Veress Miklós – Márai Enikő – Vándorfi: Égimódi csavargó (mese-musical)/ Nefészjankó[82]

Honvéd Együttes
- Galán – Rossa: A has/ Az építésvezető

Nemzeti Kamara Színház
- 2003. március 15.: Usztics Mátyás:[Mj. 2] Petőfi nem alkuszik![83]

- 2004. október 24.: Polgár András – Usztics: Húsdaráló[84]/ Babos Géza, védő[85]
- 2008. január 18.: Thész János – Usztics: Kötéltánc/ Író[86]
- 2008. április 25.: Polgár – Usztics: A pesti beteg/ dr. Vass Tibor[87] főorvos[88]
- 2008. május 30.: Lázár Ervin – Usztics: A négyszögletű kerek erdő/ Bruckner Szigfrid[13]
- 2008. november 7.: Szép Ernő – Gali László: Május/ Az öngyilkos[89]
- 2008. november 18.: Usztics: Síppal, dobbal, nádi hegedűvel[90]
- 2009. május 13.: többen – Usztics: Süss fel nap![91]
- 2009. február 20.: Bilisics Márton – Szabadhegyi Mihály – Usztics: Kocsonya Mihály házassága[92]/ Berbenczey[93]
- Usztics: Tánc-Képes Krónika[94]
- Usztics: Perújítás (zenés irodalmi összeállítás Wass Albert műveiből)[95]

Nevesincs Színház
- 2005. november 24.: Rencz – Rencz: Intés az őrzőkhöz[96]

Ericsson Stúdió
- 2006. február 17.: Csongrádi Kata – Árvai Béla: Nofretéte-akció/ René[97] (Az előadás megjelent hanghordozón is Csoda az élet címen.[4][98])

Tivoli Színház
- Énekelj Déryné!/ Vörösmarty Mihály
- A nő hétszer/ Andrássy Gyula, Vörösmarty, Germán Gyula

Lőrinci Színpad
- Tunyogi István: Kódorgás az irodalom körül (zenés irodalmi összeállítás)[56]
- Tunyogi: A három jószívű rabló / Kasper[100]
- Alan Alexander Milne – Karinthy Frigyes – Tunyogi: Micimackó/ Füles[101]
- Jékely: Az aranyszőrű bárány
- Kodály Zoltán: Háry János
- Kacsóh Pongrác – Heltai Jenő – Petőfi Sándor: János vitéz
- Fazekas Mihály: Lúdas Matyi

Evangélium Színház
- 2012. március 25. (szeptember 22-től vendégjáték a Soproni Petőfi Színházban[102]): Bornemisza Péter – Katona Imre: Magyar Elektra[103][104]/ Aegistus királ[105]
- Madách – Udvaros: Az ember tragédiája/ Az Úr/Lucifer[106]
- Vallomások a Füves könyvből - Márai temploma[107]
- Sík Sándor – Pataki András: István király/ István[106][108]

Gergely Theatre
- 2012. november 17.: Miroslav Horníček – Gergely Róbert: Két férfi sakkban/ Giacomo[109]
- Szántó Armand – Szécsén Mihály – Gergely: Paprikás csirke[110]
- Némedi-Varga Tímea: A Császár új ruhája[111]
- Gergely: Paprikáscsirke avagy Stex és New York/ Kovács professzor, orvos[111][112]

Detre Annamária Meseszínháza
- népmese nyomán Kovács Éva Rebecca – Detre Annamária: A hencegő nyúl/ Medve apó[113]
- népmese nyomán Kovács – Detre: A kiskakas gyémánt félkrajcárja/ Török szultán[114]
- népmese nyomán Detre – Detre: Buták versenye/ Ember[114]
- Harris – Detre – Detre: Hol terem a Görbe Körte?/ Róka[114]
- népmese nyomán Detre – Detre: Jófonó Zsuzsika/ Udvarmester[114]

Vendégjátékok
- Riviere – Szántó – Szécsén: Itt van Amerika! (zenés játék)/ Guszti, az inas[115]
- Leigh – Wassermann: La Mancha lovagja/ Don Quijote-Cervantes[5]
- Szörényi Levente – Bródy János: István, a király (rockopera)/ István[4]
- Nyirő József: Jézusfaragó ember[4]
- A humor nagyágyúi - Kellér Dezsőre emlékezünk[116]
- Fazekas Lajos: Süt a Nap (irodalmi összeállítás gyermekeknek)[117]
- Victor – Koltay Gábor: Itt élned, halnod kell (zenés történelmi játék)[118]

### Önálló műsorai

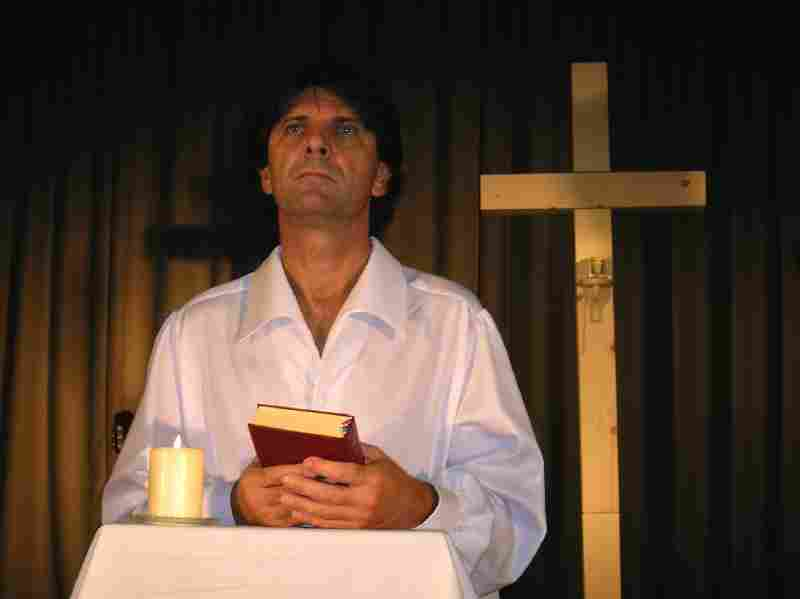
A Sorsidéző – Ezeréves magyar Ámen előadásán

Több önálló műsora is van, amelyek közül a legismertebb a Sorsidéző – Ezeréves magyar Ámen című zenés, hazafias irodalmi-történelmi műsor, amely tulajdonképpen az István, a király alapjául is szolgáló, Boldizsár Miklós Ezredforduló című művének alapjaira épül. Korábban Ezeréves ámen címen volt ismert. Ennek szerzője Győri Magda. A mű rendezője Szentesi Nóra. A műsorban az István, a király című rockoperában megfogalmazott gondolatok mintegy továbbgondolásával a magyarok ezeréves történelme elevenedik meg.
A 25. Színházban közreműködője volt Novák János vonósnégyessel, fafúvósokkal, férfi, női kórussal, rézfúvós magnóbejátszásokkal, déli harangszóval bemutatott Ady-estjének.
Ady-műsorával, saját magát kíséri gitárral, iskolákban is fellépve.
További önálló műsorainak is ő maga a szerkesztője:
- Ifjú szívekben élek (rendhagyó irodalomóra Ady Endre költészetéről)[124]
- Hull a levél a fáról (József Attila versekből összeállított önálló est versekkel, dalokkal)[125]
- Család-dal-közelben[126]
- Vándor-mondóka: (gyermekműsor)[125]
- Szabadság, szerelem (versek, énekek Petőfitől, Petőfiről)[127]

## Filmes és tévés szerepek

### Filmszerepek
| Bemutató | Cím                            | Szerep             | Rendező        | Forrás         |
| 1971     | Prés                           | levente            | Maár Gyula     | [ 128 ]        |
| 1971     | Még kér a nép                  | szocialista lázadó | Jancsó Miklós  | [ 129 ]        |
| 1974     | Szerelmem, Elektra             | Agamemnón          | Jancsó Miklós  | [ 56 ] [ 130 ] |
| 1981     | Brutus                         | patrícius          | Iglódi István  | [ 131 ]        |
| 1982     | Megáll az idő                  | Gábor hangja       | Gothár Péter   | [ 132 ]        |
| 1983     | Tizenhat város tizenhat leánya | Lubomirszky herceg | Katkics Ilona  | [ 133 ]        |
| 1984     | István, a király               | István             | Koltay Gábor   | [ 134 ]        |
| 1986     | A fantasztikus nagynéni        | Szúnyog elvtárs    | Katkics Ilona  | [ 135 ]        |
| 2007     | Négyszögletű kerek erdő        | Bruckner Szigfrid  | Usztics Mátyás | [ 12 ]         |

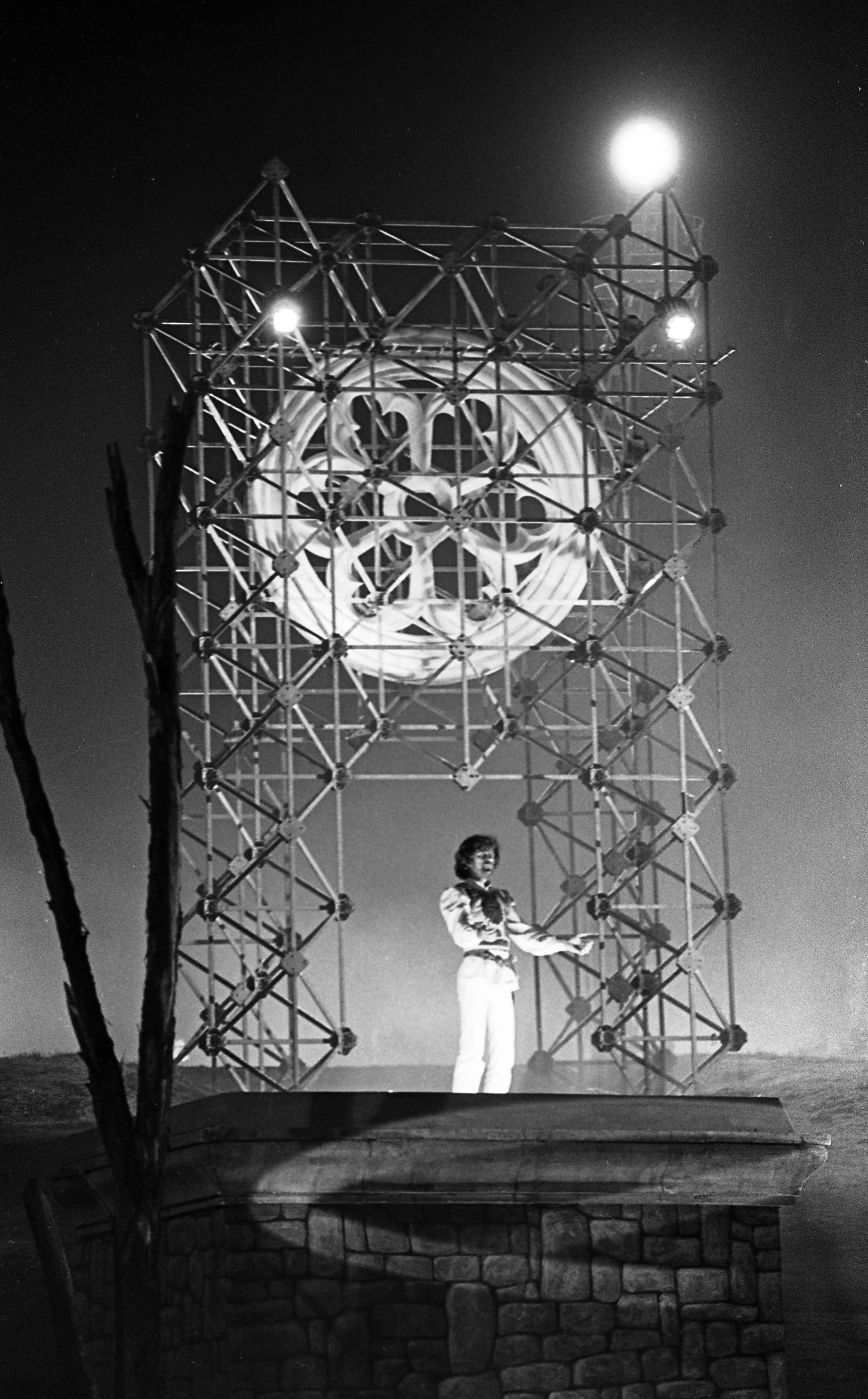
Pályafutásának legismertebb szerepében az István, a király rockoperában, a Királydombon (Urbán Tamás felvétele)

Továbbá szerepet kapott a Csonka délibáb című filmben, valamint feltűnik a neve a Baleset című film stáblistáján.

### Sorozatszerepek, egyéb televíziós munkák
Több sorozatban is feltűnt. Ilyen az 1982-ben bemutatott, tizenhat részes Liszt Ferenc című televíziós sorozat, amelyben Thomán István zongoraművészt jelenítette meg, a Szomszédok (előbb Bernát nyomozóként, majd Pittner nyomozóként), valamint a Kisváros, aminek egyik epizódjában (Madarak útján) egy Gordai Miklós nevű magyar származású amerikai gengszter (álnevén Greg Littmond) figuráját alakította. 1989-ben egy Magyarországon forgatott, amerikai sorozatnak egyik részében játszott el egy pincért. A sorozat címe: A Fine Romance, az epizódé: South by southeast, a rész rendezője David Tucker A Fürkész történeteinek négy részében A csokoládé, A naptár, Arany! Arany! Utópia) több szerepet is eljátszott.
Úgynevezett napi sorozatokban is feltűnik. A Barátok közt és a Szeress most! sorozatokban is orvost személyesített meg. Előbbiben egy onkológust, utóbbiban főorvost dr. Héja Zoltán néven. A Jóban Rosszban pedig polgármestert. 2013-ban a TV2 csatornán futó Családi titkok sorozat Egy jó ember című részében kétgyeremekes, milliomos családfőt alakított.
Három, televízióban futó (Sírjaik hol domborulnak? Hol-mi? és Sportfogadó) műsorban volt műsorvezető.

### Hanghordozók
- 1987.: Csillagtalan ég[4]
- 2006.: Csoda az élet! Nofretéte (musical)[4]
- 2007.: Sorsidéző – Ezeréves Magyar Ámen[4]

## Kritikák
Fábri Péter a Magyar Ifjúságban (1983. szeptember 2.) közölt cikkében olvasható véleménye:„ Mindazonáltal Pelsőczy játéka és Varga Miklós énekhangja tökéletesen idomultak egymáshoz...”
A Képes Újság 1983. szeptember 10.-i számában Ligeti Nagy Tamás cikkében többek között az alábbiakat írja: „Pelsőczy Lászlót – [...] – még sokáig István királyként emlegetik majd.”

## Társadalmi tevékenységei és említései a populáris kultúrában

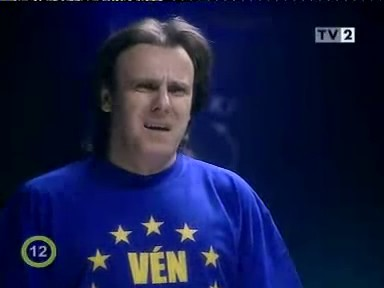
Varga Miklós (Molnár Imre) megdöbben, hogy Pelsőczy Laci hangjára kéne tátognia

- Az Irigy Hónaljmirigy 2007-es, szilveszteri műsorában, többek között, A Társulat produkciót is parodizálta, amelynek egyik jelenetében Varga Miklós (Molnár Imre) énekel az István, a király rockoperából. Bemutatója után a szervező közli vele: „Minden nagyon rendben van. Nincsen semmi probléma. [...] A szerep a tiéd. De az a kérdésünk, hogy elvállalnád-e úgy, hogy a Pelsőczy Laci hangjára tátognál, háttal?”[150]
- Egyike volt a Várnai Péter esperes-plébános kezdeményezésére megszületett, a világ magyarságát megszólító,[151] valamint az Összefogás a Duna Televízióért nyílt levelek aláíróinak.[152]
- 2007. július 9-én a házigazdája volt a Szörényi Levente által alapított első Árpád-pajzs-átadónak a Hagyományok Házában, ahol az érdeklődök köszöntése mellett Juhász Gyula gondolatait elevenítette fel.[153]